# Platypterygius
 Platypterygius  ist eine Gattung der Ichthyosaurier, deren Fossilbericht von der Unterkreide (Berriasium) bis in die frühe Oberkreide (Cenomanium) reicht.
Fossilien der Tiere wurden auf allen Kontinenten mit Ausnahme von Afrika und  Antarktika, vor allem aber in Australien gefunden; die ersten Funde gelangen 1865 am Flinders River in Queensland. Sie wurden zuerst als Ichthyosaurus australis beschrieben, dann in Platypterygius australis umbenannt und schließlich Platypterygius longmani zugeordnet. Zur Gattung Platypterygius gehört auch das erdgeschichtlich jüngste Ichthyosaurierfossil. Es stammt aus dem oberen Cenomanium von Bayern und wurde 1994 beschrieben.

## Merkmale
Platypterygius hatte den typischen spindelförmigen Körper der „Fischsaurier“ und konnte eine Länge von 5,40 bis 6,90 Metern erreichen. Die Kiefer waren lang und schmal, die Augen deutlich kleiner als die der eng verwandten und riesenäugigen Gattung Ophthalmosaurus. Die Vorderflossen von Platypterygius waren die breitesten aller Ichthyosaurier (Platypterygius = „Breitfinger“), die Finger auf insgesamt zehn vermehrt (Polydaktylie). Im längsten Finger wurden insgesamt 30 Einzelknochen gezählt. Die Schwanzflosse war symmetrisch und hypocerk. Platypterygius schwamm wie alle Ichthyosaurier der Jura- und Kreidezeit thunniform, also allein durch Schläge der Schwanzflosse. 2001 ergab die Untersuchung eines Schädels mit einem Computertomographen, dass die Knochen des Innenohrs zu dick waren, um eine Echoortung wie bei den Zahnwalen zu ermöglichen. Doch fanden sich Hinweise auf Elektrorezeptoren, ähnlich denen einiger heutiger Fische, insbesondere der Haie.
Bei einem Fossil von Platypterygius aus der Oberkreide von Australien wurde im Körper ein Jungtier gefunden. Ebenso sind in der Magengegend zahlreiche Fische, junge Meeresschildkröten der Familie Protostegidae und ein Vogel aus der Gruppe der Enantiornithes gefunden worden.